# Moussa Diarra (futbolista nacido en 2002)
Moussa Diarra (Bamako, 20 de enero de 2002) es un futbolista maliense que juega como defensa central en el Málaga C. F. de la Segunda División de España.

## Trayectoria
Moussa llegó al fútbol base del Málaga C. F. en 2020 procedente del Derby Académie de su país natal gracias al acuerdo existente entre ambos clubes. Tras una primera temporada entre el primer y segundo equipo juvenil, el 23 de julio de 2021 renovó su contrato con el club por tres años, ascendiendo además al filial malagueño. Con sus actuaciones en el filial se abrió paso como una de las grandes promesas de la cantera del Málaga C. F., llamando la atención también de otros clubes.
Logró debutar con el primer equipo el 14 de diciembre de 2021 al partir como titular en la derrota en Copa del Rey por 1-0 frente al Rayo Majadahonda, jugando el partido completo.

## Clubes
Actualizado al último partido disputado el 12 de mayo de 2024.
| Club               | País   | Año       | Partidos | Goles |
| ------------------ | ------ | --------- | -------- | ----- |
| Atlético Malagueño | España | 2021-2023 | 30       | 2     |
| Málaga C. F.       | España | 2021-act. | 13       | 0     |